# 米哈伊尔·斯科别列夫
米哈伊尔·德米特里耶维奇·斯科别列夫（俄语：Михаил Дмитриевич Скобелев），1843年9月17日—1882年7月25日（另一说1843年9月29日—1882年7月7日））。俄国步兵将军（1881年），中亚征服者，因其在征服中亚和第十次俄土战争中的表现而為人所知。

## 早年生活
斯科别列夫于1843年9月29日出生于圣彼得堡。父亲德米特里·伊万诺维奇·斯科别列夫是一名陆军将领，母亲奥尔加·斯克别列娃则是一名慈善家。在1868年从俄罗斯帝国总参学院毕业后，斯科别列夫作为一名参谋被派遣到突厥斯坦总督区（即中亚）。除曾经在高加索的米哈伊尔大公麾下的2年生涯外，直到1877年他一直在突厥斯坦总督区服役。
1875年浩罕汗国同俄罗斯帝国签订和约后，斯科别列夫奉命镇压浩罕叛军。他在1875-1876年成功平叛。在平叛过程中，斯科别列夫曾下令炮轰安集延，杀死2万多人，并被沙皇任命为费尔干纳州州长。

## 中亚征服者
斯科别列夫1868年于俄国总参学院毕业后参加了俄国征服中亚的战争。1873年参加了远征希瓦汗国的战争，屡立军功，晋升上校。1875-1876年受土耳其斯坦总督区的总督考夫曼的派遣，去镇压浩罕民族大起义，在人员不足，补给不畅的情况下，仅用几个月时间便镇压了这次规模浩大的起义，4万中亚各族人民惨遭屠杀。1876年3月2日俄罗斯帝国正式吞并浩罕汗国，改为费尔干纳省。之后，斯科别列夫担任省长和军队司令等职务，并晋升为陆军少将。斯科别列夫还组织了阿赖远征军，越过了阿赖岭，占领了吉尔吉斯（柯尔克孜）额德克纳的领地阿赖谷。斯科别列夫亲自考察了帕米尔高原北部的喀拉湖和乌孜别里山口，为进一步侵占中国领土帕米尔高原打开了通道。其在中亚任职时间不长，但非常凶狠，依靠强力的军事手段来维持殖民统治。只要土著居民表现出一点不满情绪，马上便会遭到镇压。斯科别列夫在亚洲时的名言是“在亚洲，和平的长久与短暂是与你对敌人的屠杀直接成正比的，我认为这确是一条定理。对他们打击得越凶狠，他们就安分得越长久。”

## 盖奥克泰佩戰役
1878—1880年，斯科别列夫回到中亚，担任第4军军长。1880年12月，他带着1.1万人和97门大炮，发动了对盖奥克泰佩的进攻；次年1月12日，攻克盖奥克泰佩，并在随后陆续攻占阿什哈巴德、加赫加等定居点。

## 逝世
1882年年初，他在盖奥克泰佩战役结束后回国，并出访法国巴黎，提倡俄法同盟。不久之后的7月7日，斯科别列夫因心脏病去世，享年38岁。